# ديبورا لاندو
ديبورا لاندو (بالإنجليزية: Deborah Landau)‏ هي كاتبة مقالات أمريكية، (و. 1973  م).